# Hans Follmann
Hans Follmann (* 4. August 1863 in Angermünde; † 10. Januar 1935 in Berlin) war ein deutscher Ministerialbeamter und Richter in der Sozialgerichtsbarkeit.

## Leben

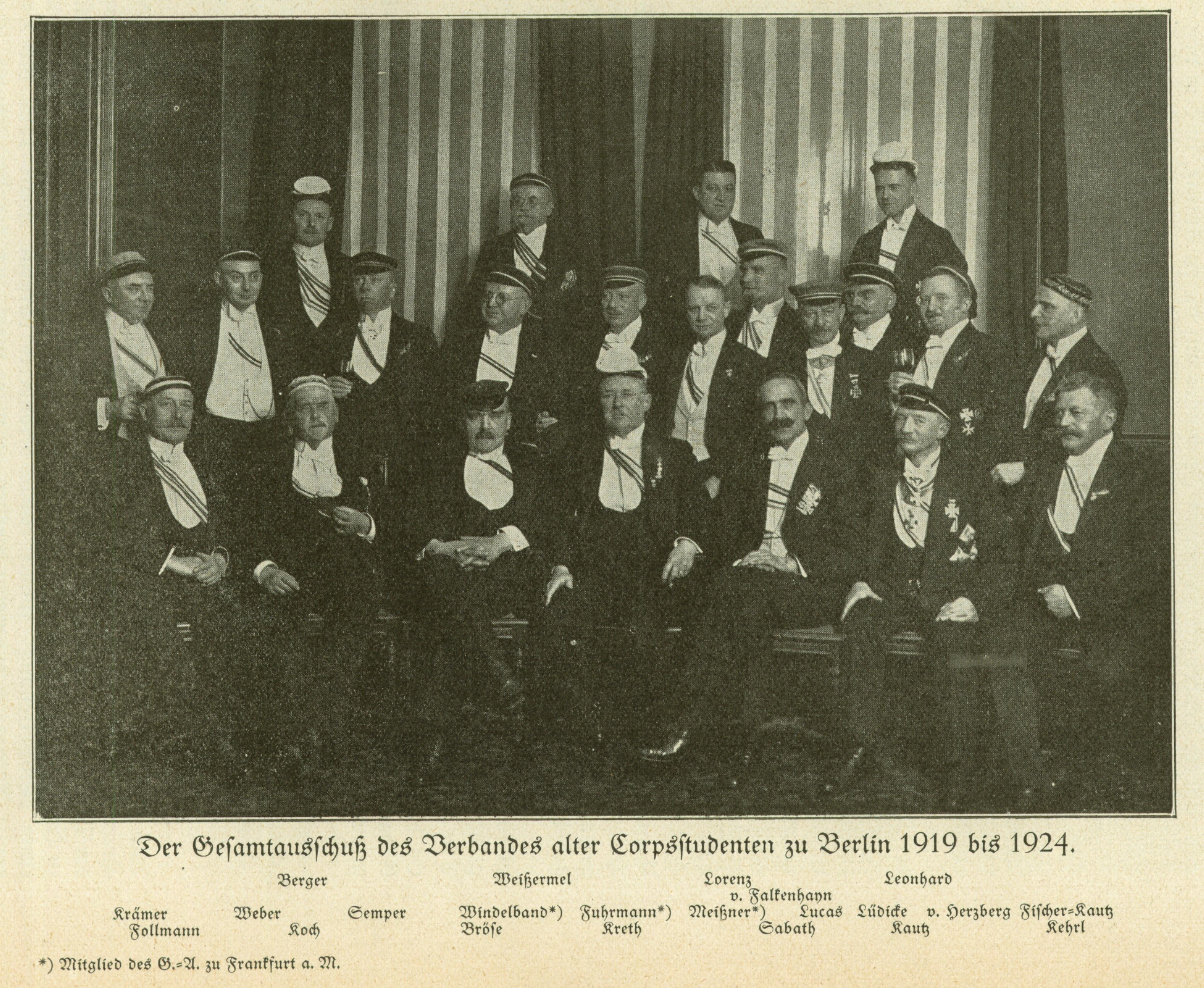
Follmann im Gesamtausschuss des VAC

Follmann wuchs in Köslin auf und besuchte das Königliche Gymnasium (Köslin). Nach dem Abitur studierte er an der Schlesischen Friedrich-Wilhelms-Universität Breslau Rechtswissenschaft. Am 4. Oktober 1883 wurde er im Corps Marcomannia aktiv. Als Inaktiver wechselte er zum Sommersemester 1885 an die Friedrich-Wilhelms-Universität zu Berlin. Dort schloss er sich auch dem Corps Vandalia Berlin an. Nachdem er 1887 die erste juristische Staatsprüfung bestanden hatte, war er Referendar unter anderem in Köslin. 1892 bestand er die Assessorprüfung am Kammergericht. Bis zum Lebensende blieb er fortan in Berlin (Achenbergstr. 4). Eine Zeitlang war er Assessor bei der Staatsanwaltschaft. 1899 kam er als Hilfsarbeiter und bald als Regierungsrat und ständiges Mitglied an das Reichsversicherungsamt, dem er bis zur Pensionierung angehörte. Seit 1899 Geh. Regierungsrat, wurde er 1915 zum Senatspräsidenten ernannt und als Richter an das Militärversorgungsgericht abgeordnet. Zur Zeit der Weimarer Republik saß er von 1920 bis 1924 im Gesamtausschuss des VAC. Mit Erreichen der Altersgrenze trat er am 30. September 1928 in den Ruhestand.

## Werke
- mit Erich von Woedtke: Invalidenversicherungsgesetz vom 13. Juli 1899; mit Ausführungsbestimmungen. Berlin 1906.
- mit Bernhard Jaup: Invaliden- und Hinterbliebenenversicherung, Textausgabe. Berlin 1912.
- Reichsversicherungsordnung nebst Einführungsgesetz. Textausgabe mit Anmerkungen und Sachregister. 1, Erstes, fünftes und sechstes Buch. Berlin 1913.
- Reichsversicherungsordnung nebst Einführungsgesetz. Textausgabe mit Anmerkungen und Sachregister. 2, Zweites Buch, Krankenversicherung. Berlin 1916.
- mit Alfred Radtke: Reichsversicherungsordnung, nebst Einführungsgesetz; Textausgabe mit Anmerkungen und Sachregister. 3, Drittes Buch: Unfallversicherung; Textausgabe mit Anmerkungen und Sachregister. Berlin 1913.
- Ergänzungen zum vierten Buch der Reichsversicherungsordnung (Invaliden- und Hinterbliebenenversicherung). Berlin 1922.